# Притуляк, Малгожата
Малгожата Притуляк (пол. Małgorzata Pritulak; род. 21 июня 1947) — польская актриса театра, кино и телевидения. 

## Биография
Малгожата Притуляк родилась в Варшаве. Актёрское образование получила в Государственной высшей театральной школе в Варшаве (теперь Театральная академия им. А. Зельверовича), которую окончила в 1970 году. Актриса театров в Гданьске и Варшаве. Выступает в спектаклях польского «театра телевидения» с 1970 года.
Её муж — актёр Здзислав Вардейн.

## Избранная фильмография
- 1969 — Приключения канонира Доласа, или Как я развязал Вторую мировую войну — Мирелля
- 1973 — Иллюминация / Iluminacja — Малгожата, жена Франтишка
- 1973 — Гадкий утёнок / Brzydkie kaczątko — Ирма
- 1974 — Весна, пан сержант! / Wiosna panie sierżancie — Хеля
- 1974 — Самый важный день жизни / Najważniejszy dzień życia — Хелька
- 1974 — Её портрет / Jej portret — Данка Виславская
- 1974 — История некой любви / Historia pewnej miłości — Халина Мачка
- 1975 — Квартальный отчет / Bilans kwartalny — Анна, подруга Марты
- 1975 — Игроки / Hazardziści —  Алька, дочь Карасиньского
- 1978 — Вхождение в течение / Wejście w nurt — Анна, учительница
- 1979 — Урок мёртвого языка / Lekcja martwego języka — Лиза Кут
- 1980 — Зелёные годы / Zielone lata — мать Войтека
- 1980 — Без любви / Bez miłości — Анна Клосиньская, жена Петра
- 1981 — Страхи / Dreszcze — мать Тадека
- 1984 — Это только рок / To tylko rock — работница студии
- 1988 — Баллада о Янушике / Ballada o Januszku (телесериал) — Квечинская (в серии 2 и 3)
- 1998 — Амок / Amok — мать Макса
- 2000 — Жизнь как смертельная болезнь, передающаяся половым путём — медсестра
- 2009 — Любовь на подиуме / Miłość na wybiegu — мать Юлии
- 2009 — Город у моря / Miasto z morza — жена Бернарда